# Ramon Barnils i Folguera
Ramon Barnils i Folguera   (Sabadell, 13 d'octubre de 1940 - Reus, 14 de març de 2001) fou un periodista i traductor català. Va escriure i col·laborar a mitjans com Tele/eXpres, El Noticiero Universal, El Temps i La Vanguardia, i a les agències de notícies Europa Press i Agència EFE; va recuperar El be negre amb potes rosses; va possibilitar Ajoblanco, va dirigir Solidaridad Obrera i va participar a Catalunya Ràdio des de la seva fundació amb programes com El lloro, el moro, el mico i el senyor de Puerto Rico i El mínim esforç.

## Biografia
Tot i ser nascut el 1940 en un centre hospitalari de Sabadell, Barnils va residir tota la infantesa i joventut a Sant Cugat del Vallès, fins a l'any 1969, quan se'n va anar a viure a Barcelona. Va estudiar al col·legi dels jesuïtes de Sarrià on, per compensar la seva condició de becat, feia tasques de servei als seus companys de la classe burgesa de Barcelona, era el que en deien un «fàmul». Desenvolupa en aquests anys la seva aversió per la jerarquia i el classisme.
Comença els estudis universitaris d'enginyeria per recomanació paterna. Abandona la carrera igual que més tard va fer amb la d'economia. Entre 1965 i 1968 va estudiar periodisme al Centre d'Influència Catòlica Femenina (CICF), l'escola de periodisme de l'Església de Barcelona, únic centre que impartia aquesta especialitat. Casat amb Núria Carrera, el 1969, van tenir tres fills: Ton (1971), Andreu (1972) i Biel (1976).
A finals dels anys vuitanta va llogar una casa a Figuerola del Camp (Alt Camp), on passava els caps de setmana, les vacances i tantes temporades com li era possible. En aquesta casa hi va residir els últims mesos de la seva vida quan ja estava malalt.
Va exercir la seva professió entre 1967 i pocs mesos abans de la seva mort que va tenir lloc a la una del migdia del 14 de març de 2001 a l'edat de 60 anys a l'Hospital de Reus, víctima d'un càncer. Va ser acomiadat en una cerimònia laica als jardins del Monestir de Sant Cugat del Vallès, ciutat on va residir bona part de la seva vida.

## Família
Ramon Barnils és pare del Biel Barnils, l'Andreu Barnils i de Ton Barnils. Fou l'home de Núria Carrera, cunyat de Salvador Carrera i concunyat d'Irene Rigau.

## Activitat periodística
Va començar a exercir el periodisme a la revista Sant Cugat, que va crear amb un parell d'amics i tenia periodicitat irregular. El seu oncle, que era l'alcalde franquista del municipi, la va fer tancar al cap de pocs mesos.
El 1968 va començar a fer de corresponsal per El Correo Catalán, diari on estaria fins al 1969.
L'any 1969 va començar a treballar per l'agència de notícies Europa Press al torn de nit, fins al 1973. El 1971 dirigí la Revista Europa durant uns pocs números. El 1980 va començar a treballar per l'Agència EFE, on va impulsar el primer servei de notícies en català. Preocupat per la necessitat de bastir un sistema de mitjans propis, va elaborar una proposta perquè la Generalitat de Catalunya creés una agència de notícies catalana, i es queixava de la manca de visió del govern català que, tot i haver muntat una televisió (TV3), una ràdio (Catalunya Ràdio) i, indirectament, un diari Avui, no donava el pas a la creació d'una agència de notícies, entitat fonamental dels mitjans de comunicació, en opinió seva. La seva iniciativa no es va arribar a materialitzar fins al 1999, quan es va crear l'Agència Catalana de Notícies.
El 1973 va començar a elaborar una columna diària al Tele/eXpres, substituint el seu amic i periodista Joan de Sagarra. En aquest diari hi va col·laborar fins al 1977.
Ramon Barnils figura com a director de la revista contracultural Ajoblanco des que va arrencar el 1974 fins al 1980. La Ley de Prensa e Imprenta obligava a la fi del franquisme que al capdavant de qualsevol publicació hi hagués un periodista amb carnet oficial, i Barnils va decidir deixar el seu perquè es pogués publicar l'Ajoblanco. No exercia realment com a director, però va mantenir una estreta relació amb la redacció.
Entre el maig de 1978 i maig del 1979 va ser el director de la Solidaridad Obrera, revista de la CNT coneguda popularment com La Soli. Durant aquest període va recuperar com a suplement la capçalera Catalunya, revista en català de la CNT durant la Guerra Civil espanyola i primera publicació en llengua catalana d'aquesta organització anarcosindicalista d'ençà de la victòria franquista. El van fer fora de la revista fruit de conflictes interns d'aquest sindicat.
Amb Ignasi Solé Sugranyes i altres periodistes van intentar recuperar el 1979 la revista satírica El Be Negre, de l'època de la República, que per qüestions legals van haver de rebatejar com a Amb Potes Rosses. Només en van sortir una dotzena de números.
El 1984 es va implicar en el naixement del setmanari El Temps, impulsada per l'editor Eliseu Climent i amb seu a València, i va ajudar a impulsar la redacció barcelonina. Va col·laborar setmanalment amb aquesta revista fins poc abans de morir. Hi va coincidir amb periodistes com Vicent Partal, Assumpció Maresma i Vicent Martí.
A la ràdio va desenvolupar la tasca que el va fer més popular entre el gran públic. El 1977 participà a Ràdio 4 fent crítica literària. Va ser a Catalunya Ràdio des del naixement de l'emissora i en programes de gran audiència que van marcar una època radiofònica: El lloro, el moro, el mico i el senyor de Puerto Rico i El mínim esforç, que presentava al costat de Quim Monzó i Jordi Vendrell (La Mercantil Radiofònica). Amb Monzó i Sergi Pàmies van presentar el programa Albània a Catalunya Ràdio, dedicat a la paròdia de retransmissions, debats i reportatges. També va ser a les tertúlies d'actualitat política L'orquestra i Postres de músic i, ocasionalment, a L'internauta.
Al llarg de la seva intensa carrera periodística també va col·laborar en altres publicacions com els diaris Diario de Barcelona, El Noticiero Universal (1982-1983), Avui, La Vanguardia (1989-1996), El Periódico i El Mundo (1996-2000), i les revistes Revista Europa, Muchas Gracias, Nova Tècnica, L'Esplai, Arreu, Canigó (1975-1977), L'Hora (1978-1981), El Món (1981-1984), Eco de Sarrià i Sant Gervasi, Tzara, Circular FP, Cultura, La Veu de Lleida, Vivir en Barcelona, El 9 Nou, El Carrer Gran, Via Fora, Cambio 16, El Pontal, La Boqueria, Revista de la UAB, Presència, 7 Dies i El Diabló de Figuerola.
Les activitats professionals de Barnils també se situen en el camp de la traducció. La primera obra traduïda va ser Malcom X: el poder negre d'Alex Haley, el 1967.
Va fer traduccions d'autors en llengua anglesa com Roald Dahl i Robert Graves i també del francès obres de Robert Escarpit i Antonin Artaud. Per a ell eren "poma per a la set", un espai de refugi on recórrer quan s'hi sentia mancat d'autonomia en el treball, mancat de la llibertat d'actuació que ell considerava que havia de tenir un periodista.

## Mestre de periodistes
Defensor de la independència professional i del periodisme crític, va ser professor de periodisme a la Facultat de Ciències de la Comunicació de la Universitat Autònoma de Barcelona entre 1973 i 1985, i va exercir un gran mestratge sobre una àmplia generació de periodistes. La seva prioritat era formar periodistes d'investigació, perquè considerava que era l'únic veritable periodisme.
Decebut pel poc suport polític cap a la universitat, decidí abandonar la funció docent. Acusava la funcionarialització i manca d'experiència del professorat i sintetitzava el seu malestar dient que "s'avorria i que era millor fer feines divertides".
El 1985 l'Editorial Empúries va publicar La torna de la torna. Salvador Puig Antich i el MIL, llibre escrit per un grup d'alumnes de Ramon Barnils, anomenat col·lectiu Carlota Tolosa, i coordinats per ell. L'obra és un treball d'investigació sobre l'execució de Salvador Puig Antich i el MIL, grup del qual formava part.
A banda, va impartir classes de redacció a l'Escola de Disseny i Art Eina, a l'Aula de Lletres i a l'Ateneu Barcelonès.

## Estil i influència
Entre els que li van ensenyar l'ofici de periodista, destaca Manuel Ibáñez Escofet, director del diari Tele/eXpres. Barnils considerava Josep Pla un model de prosa periodística. Un altre exemple de no-ficció literària era per a ell A sang freda de Truman Capote.
Segons el periodista Joan Vila, Ramon Barnils tenia una idea de periodisme de «rigor, documentació, contrast, reflexió, anàlisi, poc amable amb el poder, que es deixa dirigir el mínim i que intenta no tenir censura ni autocensura». Alhora, era un periodisme catalanista, que creia que el català era la llengua per exercir la professió i amb una visió catalanocèntrica del món.
Barnils defensava que «les persones públiques que utilitzen la seva intimitat en benefici propi no tenen dret a queixar-se si els periodistes utilitzen la intimitat d'elles en benefici propi».

## Posicionament polític
Des de finals dels anys seixanta, Ramon Barnils es va vincular a diversos moviments polítics catalanistes i llibertaris que lluitaven contra el franquisme.
Pel que fa al món llibertari, va estar en contacte amb la contracultura, especialment a través de la revista Ajoblanco. A més, després de l'execució de Salvador Puig i Antich, i colpit especialment per aquest crim d'Estat, va entrar en contacte amb persones vinculades el grup de Puig Antich, el MIL. A banda, a finals dels anys vuitanta va militar a la Confederació Nacional del Treball i va dirigir la seva revista, Solidaridad Obrera entre el maig de 1978 i el maig de 1979.
Al llarg de tota la seva vida es va posicionar públicament a favor de la independència dels Països Catalans. La seva posició en programes televisius on compartia tertúlia amb personatges més moderats i, fins i tot contraris a qualsevol mostra de catalanisme, era radical i contundent. El 13 d'abril de 1987 va escriure un article a la revista Cambio 16, "en castellà perquè fos intel·ligible fora de Catalunya" que sota el títol "Con calma, seguridad y tiempo" descrivia el canvi social en l'acceptació del principi que "si Catalunya és una nació, aleshores li correspon la independència". Per aquest article, Barnils va rebre el premi Jaume Casanovas de periodisme.
En diverses ocasions va assessorar Esquerra Republicana de Catalunya, però també a CIU en una campanya municipal i també va col·laborar amb diversos moviments independentistes, sempre mantenint una distància que no li impedís ser independent. Segons ell, "un periodista no ha d'estar ni a favor ni en contra de la classe política, sinó enfront, per poder explicar el que passa sense ser una mera corretja de transmissió".
Junt amb altres professionals del sector de la comunicació –com Vicent Partal i Mònica Huguet– va fer una aparició com a actor secundari a El complot dels anells, una pel·lícula on es fabulava sobre una guerra entre Espanya i Catalunya i on Barnils feia el paper de diputat del partit Front Socialista per la Independència.

## Llegat

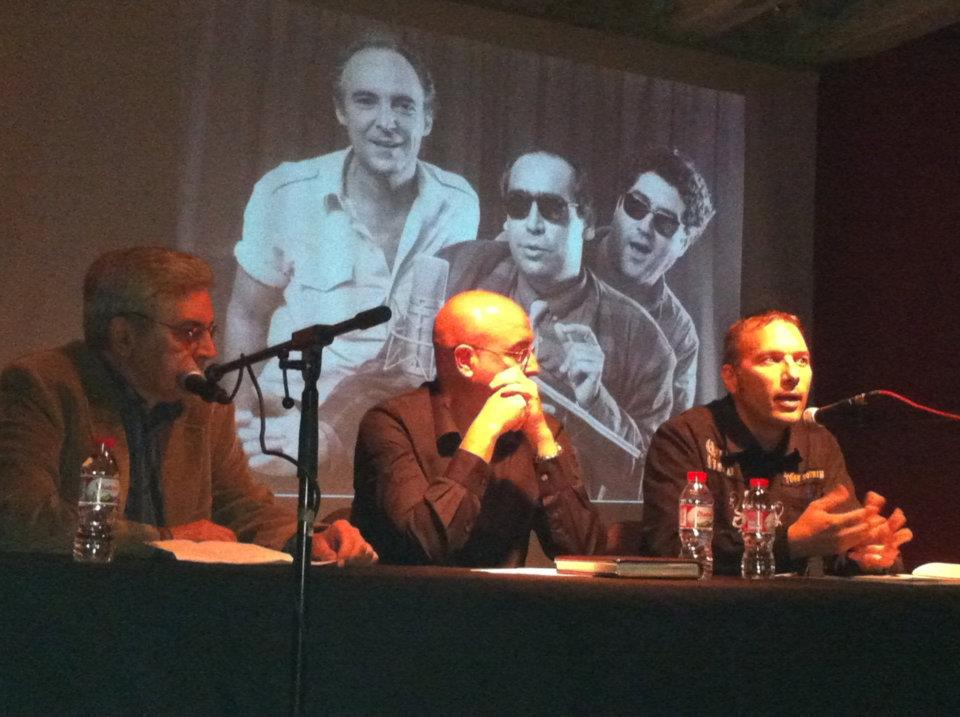
Homenatge a Ramon Barnils a Manresa als deu anys de la seva mort

Poc després de la seva mort, el Grup Gaziel i la Fundació Josep Irla van fer un acte de record a la seu del Col·legi de Periodistes, on Josep Maria Solé i Sabaté va parlar de la seva dimensió activista, Vicent Partal de la seva tasca periodística i Valentí Puig del vessant humà i personal.
Poc després, el juliol de 2001, es va crear el Grup de Periodistes Ramon Barnils, que Judith Casaprima i Rita Marzoa van presentar en la cloenda de la Universitat Catalana d'Estiu l'agost del mateix any. El mateix any la revista El Temps va canviar el nom del seu premi d'investigació periodística escrita en català i li va donar el nom de Premi Ramon Barnils.
L'any 2006 el cineasta Marc Recha va estrenar la seva pel·lícula Dies d'agost, una road movie coprotagonitzada amb el seu germà bessó, que té com a punt de partida les entrevistes a persones que havien conegut a Barnils i la vinculació d'aquest amb la República i amb les idees llibertàries.
Molt estimat per una part del sector periodístic, durant el mes de març del 2011 es va celebrar el desè aniversari de la mort, amb diverses iniciatives a les xarxes socials (Facebook, Twitter i blogs) i es va fer un acte commemoratiu al bar Horiginal de Barcelona.
L'any 2013, com a resultat de la tasca del Grup de Periodistes Ramon Barnils recopilant testimonis de persones que el van tractar, es va editar el llibre Vint i Ramon Barnils de Laia Altarriba (editat per DAU), i el documental Barnils tal com raja, de Laia Soldevila i Albert Lloreta. El llibre s'estructura a partir de 20 entrevistes a amics, companys i col·legues, que en el documental s'amplia a 26 en 45 minuts, que es complementen amb imatges i talls de veu del mateix Barnils.
A Sant Cugat del Vallès dona nom a un parc i a estudis de ràdio, i hi compta amb una Comissió Ciutadana que vetlla pel seu patrimoni.
La família va donar l'arxiu personal de Ramon Barnils a l'Arxiu Montserrat Tarradellas i Macià.

## Obra escrita
- La torna de la torna. Salvador Puig Antich i el MIL (Empúries, 1985), llibre escrit per un grup d'alumnes anomenat col·lectiu Carlota Tolosa i dirigit per Ramon Barnils.
- El lloro, el moro, el mico i el senyor de Puerto Rico (Empúries, 1987), recull d'entrevistes fetes en aquest programa de Catalunya Ràdio on participava Ramon Barnils a Miquel Batllori, Albert Boadella, Maur M. Boix, Pere Calders, Xavier Domingo, Manuel Ibáñez Escofet i Josep Termes.
- Decàleg del culé (Columna, 1992), llibre coordinat per Ramon Barnils.
- Catalunya segrestada: catalans per voluntat, europeus per vocació, espanyols per força (Pòrtic, 1993), llibre de Josep Dalmau prologat per Ramon Barnils.
- Pròleg de "L'Escut", una revista a l'Arbeca dels anys 20 (Pagès, 1999), de Santiago Miret[39]
- Història crítica del Futbol Club Barcelona (1899-1999) (Empúries, 1999), coordinada per Ramon Barnils.
- Articles (La Magrana, 2002), compliació de textos de Ramon Barnils a cura de Carles Serrat.
- Contra el nacionalisme espanyol (3i4 edicions, 2020), recull de cent cinquanta articles periodístics.[40]

### Traduccions
- Malcolm X: el poder negre, autobiografia preparada per Alex Haley (Edició de Materials, 1967)
- Sociologia de la literatura, de Robert Escarpit (1968)
- Lletra de batalla per Tirant lo blanc, de Mario Vargas Llosa (Edicions 62, 1969)[41]
- El teatre i el seu doble, d'Antonin Artaud (Anagrama, 1970)
- La psicologia de l'infant, de Jean Piaget (Edicions 62, 1970)
- El robinson del metro, de Felice Holman (La Magrana, 1982)
- La guerra de Troia, de Robert Graves (Empúries, 1985)
- El nen: contes d'infància, de Roald Dahl (Empúries, 1986)
- La terrorista bona, de Doris Lessing (Edhasa, 1987), traduïda conjuntament amb Francesc Parcerisas.
- Matilda, de Roald Dahl (Empúries, 1988)

## En la cultura popular
- Biel Majoral li dedicà la «Glosa a Ramon Barnils», que tanca els crèdits del documental Barnils tal com raja (2014)
- L'escriptor i periodista Ferran Torrent li dedica el llibre Societat limitada (2002)
- Productes de la Terra li dedicà una samarreta sota el nom «Barnils don't obey»
- Marc Recha va dirigir la pel·lícula Dies d'agost (2006), inspirada en Ramon Barnils